# قرن من

تصویر جلد آلمانی قرن من اثر گونتر گراس

قرن من نام مجموعه داستان کوتاهی از گونتر گراس که در سال ۱۹۹۹ در آلمان منتشر شد.

## ویژگی‌های مجموعه داستان قرن من
گونتر گراس در مجموعه داستانش با عنوان قرن من صد داستان کوتاه نوشته که هر کدام مربوط به یک سال از قرن بیستم میلادی است. این داستان‌های کوتاه به دلیل تعدد موقعیت شخصیت‌ها و مشاغل آن‌ها و حوادث مختلفی که برایشان رخ می‌دهد تنوع دارند. در هر داستان به یکی از مسائل مهم آن سال از قرن بیستم پرداخته شده و راویان عمدتاً نه افراد سرشناس و مهم قرن، بلکه افرادی از لایه‌های فرودست اجتماع هستند. همچنین راوی چند داستان خود گراس است. این اثر نوعی تاریخ‌نگاری از پایین محسوب می‌شود. گراس در این مجموعه داستان از چندصدایی استفاده کرده‌است.

## ترجمه به فارسی
از این کتاب دو ترجمه به زبان فارسی موجود است:
- گراس، گونتر، ق‍رن م‍ن، م‍ت‍رج‍م روش‍ن‍ک داری‍وش، ت‍ه‍ران: ن‍ش‍ر دی‍گ‍ر، ۱۳۷۹
- گ‍راس، گونتر، ق‍رن م‍ن، ب‍رگ‍ردان ک‍ام‍ران ج‍م‍ال‍ی، ت‍ه‍ران: ک‍اروان، چاپ دوم ۱۳۸۵؛ چاپ سوم نیلوفر، ۱۳۸۸.